# Tour de Colomba
La Tour de Colomba ou Tour Carabelli (en corse : Torra Vechja) est une maison-tour située à Fozzano et construite au XVe siècle par la famille Carabelli ; elle est représentative des maisons fortes que pouvaient se faire construire certaines familles de notables corses (appelées casa torre ou encore casa forte).
Construite en granit, elle est fortifiée avec des éléments de mâchicoulis. L'intérieur se compose de seize pièces réparties sur trois niveaux, et présente le même caractère défensif. Les meubles et les tableaux de famille existaient à l'époque de Colomba, témoignant de l'historicité du récit de Prosper Mérimée qui s'est inspiré des lieux pour sa nouvelle Colomba, l'écrivain y ayant séjourné un mois pour rédiger le premier manuscrit.

## Protection
La maison fait l’objet d'une inscription au titre des monuments historiques depuis le 7 mars 1952. Elle fait partie des 18 sites lauréats du Loto du patrimoine 2023. La voûte formant le plancher d’accès s'étant effondrée, différents travaux sont nécessaires pour assurer la sauvegarde de l’édifice. La remise du chèque de soutien à la sauvegarde et la restauration du bâtiment est prévue le 16 septembre 2023.